# 張國紳
張國紳（1582年—1643年），字書卿，號見立，陝西鞏昌府安定縣人，明朝政治人物。

## 生平
癸卯陕西鄉試第七名舉人，萬曆三十八年庚戌科會試一百九十九名，第二甲第五十二名進士。戶部觀政，三十九年授戶部貴州司主事，四十年差榷九江鈔關，丁憂，服阕，四十四年復徐雲南司主事，管西三倉，四十五年丁内艱。天啓初官至吏部郎中，五年（1625年）三月升四川布政使司右参政、清军屯田，六月被御史潘士聞以门户弹劾，被削籍。
崇祯初復官，十六年（1643年）李自成改襄阳为襄京，設置上相、左辅、右弼、六政府侍郎、郎中、从事等官员，由张国绅担任上相，献文翔凤妻子邓氏以媚自成，被李自成厌恶杀害，将邓氏归还其家。

## 家族
曾祖張鶚，貢士，贈戶部郎中；祖張嘉孚，丁未會試，四川副使，進大中大夫，祀名宦；父張扆，儒官；母王氏。具慶下。兄國經（庠生）；國綸（庠生）；國綬（庠生）；國綱（庚子舉人），弟國維（庠生）；國纓（庠生）；國組（庠生）；國紘（廩生）。